# Đệ Tam phi
Đệ Tam Cung phi (chữ Hán: 第三宮妃, Canh Thìn 1280 - 14 tháng 4 năm Mậu Tuất), họ Nguyễn, húy Nguyệt Ảnh (月影), thông gọi Bà Chúa Muối,  là một phi tần của Trần Anh Tông trong lịch sử Việt Nam.

## Xuất thân bình dân
Đệ Tam phi sinh vào năm Canh Thìn 1280, vào một đêm trăng rằm tại làng Quang Lang, huyện Thụy Vân, phủ Thái Bình, trong một gia đình có bốn đời truyền thụ nghề làm muối. Song thân của bà, ông Nguyễn Văn Minh và bà Tạ Thị Kiều đều là những người rất được nhân dân làng Quang Lang yêu mến, nhưng hiếm nỗi qua tuổi tứ tuần rồi mà vẫn không có con. Tương truyền, một đêm nọ, gió đông thổi nhẹ, trăng dát vàng đáy nước, bà Kiều ngủ mơ nuốt được ánh trăng vàng. Từ đó bà mang thai, đến kỳ mãn nguyệt, bà sinh hạ một nữ nhi gương mặt sáng như trăng rằm, mắt lá răm, lông mày lá liễu, môi đỏ như son. Nhớ lại giấc mộng hồi trước, hai vợ chồng bèn đặt tên cô con gái mới sinh là [Nguyệt Ảnh; 月影], ý nói đến bóng trăng rằm.

## Nhập cung
Không rõ thời gian Đệ Tam phi nhập cung, nhưng giai thoại về bà ở làng Quang Lang vẫn được lưu truyền chi tiết.
" Bà Chúa Muối tên thật là Nguyễn Thị Nguyệt Ảnh, sinh năm Canh Thìn (tức năm 1280) tại trang Quang Lang, huyện Thụy Vân, phủ Thái Bình trong một gia đình làm nghề muối. Từ thuở nhỏ, nàng đã có tài mạo khác thường, chăm đọc sách vở và rất mực thông minh. Thấy việc làm muối quá vất vả, mỗi khi học xong Nguyệt Ảnh thường ra đồng giúp bố mẹ làm việc, nhưng mỗi lần nàng ra đồng thì mây trắng kết trên đầu thành chiếc lọng khổng lồ che kín ruộng muối. Không có nắng, nước biển không kết tinh thành muối nên dân làng oán thán. Lo lắng cho nghề truyền thống và kế sinh nhai của cư dân địa phương, những người cao tuổi trong làng đã họp nhau lại, bàn ra kế đóng cho nàng một chiếc thuyền để nàng mang muối đi buôn nơi khác. Trong một lần buôn, thuyền của nàng đậu ở bến sông gần kinh thành Thăng Long. Vừa hay lại đúng vào dịp vua Trần Anh Tông đi kinh lý qua sông. Toán quân lính nhà vua đi qua bến thuyền nàng đậu nghỉ, khát nước, họ lại gần xin, bỗng lấp ló trên thuyền trông xa thấy giai nhân xinh đẹp nhan sắc như hoa, phong thái dịu dàng khác người, liền lập tức về tâu với nhà vua. Vua vừa nhìn thấy nàng đã yêu thích, bèn đưa vào cung phong làm phi."
Xuất thân từ bến nước thuyền tre, thôn nữ Nguyễn thị được tuyên vào cung, được phong làm Tam phi (三妃). Lúc này trong cung có chính cung Bảo Từ Hoàng hậu Trần thị, con gái của Thái úy Hưng Nhượng Đại vương Trần Quốc Tảng và Huy Tư Hoàng phi Trần thị, con gái của Bảo Nghĩa vương Trần Bình Trọng và Thụy Bảo công chúa. Bản thân hai vị đều xuất thân vô cùng cao quý, khó ai sánh kịp. Nhưng Nguyễn thị là thôn nữ miền quê, xuất thân bình dân, lại có thể một bước phong phi mà không trải qua các phân vị thấp hơn, cho thấy Nguyễn thị lúc này là cực kì đắc sủng.Chữ [Tam] trong phong hiệu dùng để chỉ vị trí trong cung, Nguyễn thị lúc này chỉ đứng sau Bảo Từ Hoàng hậu và Huy Tư Hoàng phi, vinh quang không kém những tần phi có gia thế khác.
Ân sủng to lớn, Tam phi Nguyễn thị nhanh chóng mang thai. Tuy nhiên, không biết duyên cớ gì mà thai nhi đã trải qua 9 tháng 10 ngày mà vẫn [không sinh nở] được. Nhiều nguồn sử chép: " Hậu cung không ít chuyện thị phi, bà Tam phi chẳng may gặp tai ương, bị kẻ gian hãm hại."
Mong muốn Tam phi và long mạch trong bụng được cứu giúp, vua Trần Anh Tông bèn đem bà xuất cung, về quê ngoại dưỡng bệnh. Thấy Tam phi chiều nào cũng ngồi bên cửa sổ nhìn ra cánh đồng muối của làng,  lũ trẻ mục đồng hò nhau lấy bồ cỏ làm người nộm vây quanh nhẩy múa để Tam phi bớt nỗi buồn. Nhìn lũ trẻ nhảy múa rất vui, Tam phi Nguyễn thị nhếch mép cười rồi quy tiên vào ngày 14 tháng 4 năm Mậu Tuất, long mạch cũng theo mẫu thân mất đi. Phủ chủ Quang Lang, Thái Bình vội tức tốc phi ngựa về kinh thành báo tin dữ.
Nghe tin Tam phi mất, vua Trần Anh Tông vô cùng thường xót, đã cho lập đền thờ, truy tôn làm [Phúc thần; 福神]  và tổ chức lễ hội 14 tháng 4 âm lịch hàng năm. Vì sinh ra ở làng nghề muối, Tam phi cũng được gọi là [Bà Chúa Muối].  Lễ hội bà chúa Muối còn có tên gọi là lễ hội Ông Đùng bà Đà.
Sau này vua Anh Tông gia thêm các chữ, thụy hiệu đầy đủ của Tam phi Nguyễn thị là Từ Ý Thái Hòa Đệ Tam Cung phi (慈懿太和第三宮妃).

## Đền thờ Bà Chúa Muối
Đền thờ là một công trình kiến trúc đặc biệt kết hợp giữa đền và chùa, tọa lạc trên mảnh đất Trang Quang Lang. Chùa quay hướng Bắc là nơi thờ Đức Phật Thích ca Mâu Ni. Đền quay hướng nam là nơi thờ thánh Mẫu Tam Phi Nguyễn Thị Nguyệt (tức Bà Chúa Muối). Đây là một ngôi đền – chùa đẹp nhất mà trong bia đá năm 1596 có đoạn viết như sau: "Cổ tích Thái Bình hưng quốc tự, bản cổ truyền chi danh lam, bảo Nam bang chi thắng cảnh..." Nghĩa là:"Khu đền chùa Thái Bình Hưng Quốc là nơi danh lam cổ truyền, là địa danh thắng cảnh quý báu nhất dưới trời Nam..." Trên bia ghi  "Nhất truy phong Từ Ý Thái Hòa Đệ Tam Cung phi Linh Ứng Tôn thần", sắc cho làng Quang Lang hương khói phụng thờ "bà chúa Muối"..
Năm 1963 đền thờ Bà chúa Muối bị tháo bỏ, đến 1998 xây tạm căn nhà nhỏ thờ chúa trong khuôn viên chùa Hưng Quốc. Năm 2012, Bộ Văn hóa, Thể thao và Du lịch đã quyết định khôi phục lại đền thờ Bà Chúa Muối vào đúng nơi xa xưa đã thờ phụng bà.